# Ases do Ritmo
A Escola de Samba Ases do Ritmo (Associaçã Educacional do Samba) é uma escola de samba fundada em 1974, na cidade de Franca (São Paulo). É representada pelos quatro ases do baralho. Seu pavilhão leva as cores vermelha e branca.
A Ases do Ritmo é a maior detentora de títulos do carnaval de Franca, contabilizando 15 no total.

## História
A Ases do Ritmo foi fundada em 20 de novembro de 1974, na Zona Leste da cidade de Franca. Em seus primeiros anos, representava a comunidade dos arredores da Igreja Nossa Senhora Aparecida (Capelinha), localizada no bairro Santo Agostinho. Atualmente representa a região do Jardim Paulista.
Após manter-se distante do carnaval por 13 anos, devido a dificuldades financeiras, a escola retornou em 2011 com o enredo “Da mistura nasceu o povo. Do povo nasceu a dança (Danças Folclóricas do Brasil)”. alcançando a quinta colocação.
Em 2013, a Ases do Ritmo abriu o desfile das escolas de samba no segundo dia de carnaval da cidade, apresentando o enredo “Construindo mundo afora uma parte da história, a Ases faz enredo para ficar na memória”, contando a evolução da construção civil e da arquitetura.
Em 2014, a escola homenageou o escritor mineiro Luiz Cruz de Oliveira com o enredo "Luiz Cruz, um homem e seu tempo", obtendo o vice-campeonato.
2015 a escola de samba chegou forte com o enredo "De pedra bruta a uma jóia rara, são 40 anos de história em um tributo ao manto vermelho e branco", consagrando-se vice campeã.
No ano de 2016 "Tomando um banho de fé, pra lavar a alma, em busca de um futuro melhor", deu o título de campeã à escola, primeiro, de uma sequência consecutiva de títulos que se repetiria em, 2017, com o enredo "Ases põe as cartas na mesa", em 2018, tendo como enredo "Chuva que incendeia nosso pavilhão", em homenagem à chuva frequentemente presente durante os desfiles da escola.
Em 2019, como o enredo "Do sopro do criador, a síntese da perfeição do universo! Mulher!", a Ases do Ritmo levou pra avenida um carnaval altamente elogiado pela imprensa, conseguindo conquistar nota 10 em todos os 9 quesitos apurados, conquistando assim o tetra campeonato consecutivo e seu 15º título na história.

## Carnavais
| Carnavais da Ases do Ritmo | Carnavais da Ases do Ritmo | Carnavais da Ases do Ritmo | Carnavais da Ases do Ritmo                                                                         | Carnavais da Ases do Ritmo | Carnavais da Ases do Ritmo |
| Ano                        | Colocação                  | Divisão                    | Enredo                                                                                             | Carnavalesco               | Ref.                       |
| -------------------------- | -------------------------- | -------------------------- | -------------------------------------------------------------------------------------------------- | -------------------------- | -------------------------- |
| 1991                       | Campeã                     | Grupo 1                    | "Minha história num cenário histórico"                                                             |                            | [ 7 ]                      |
| 1992                       | Campeã                     | Grupo 1                    | |                            | [ 7 ]                      |
| 1993                       | Não houve desfile          | Não houve desfile          | Não houve desfile                                                                                  | Não houve desfile          | [ 7 ]                      |
| 1994                       | Campeã                     | Grupo 1                    | |                            | [ 7 ]                      |
| 1995                       | Campeã                     | Grupo 1                    | "O Encanto da tulipa negra"                                                                        |                            | [ 7 ]                      |
| 1996-2010                  | Não desfilou               | Não desfilou               | Não desfilou                                                                                       | Não desfilou               | [ 7 ]                      |
| 2011                       | 5.º Lugar                  | Grupo 1                    | "Danças folclóricas do Brasil"                                                                     |                            | [ 7 ]                      |
| 2012                       | 3.º Lugar                  | Grupo 1                    | "É tutti buona gente, uai" (Samba-enredo composto por Zerroberto de Souza)                         | Comissão de Carnaval       | [ 7 ]                      |
| 2013                       | Vice-campeã                | Grupo 1                    | "Construindo mundo afora uma parte da história, a Ases faz enredo para ficar na memória"           | Comissão de Carnaval       | [ 7 ]                      |
| 2014                       | Vice-campeã                | Grupo 1                    | "Luiz Cruz, um homem e seu tempo"                                                                  | Comissão de Carnaval       | [ 7 ]                      |
| 2015                       | Vice-campeã                | Grupo 1                    | "De pedra bruta a uma jóia rara, são 40 anos de história em um tributo ao manto vermelho e branco" | Comissão de Carnaval       | [ 7 ]                      |
| 2016                       | Campeã                     | Grupo 1                    | "Tomando um banho de fé, pra lavar a alma, em busca de um futuro melhor"                           | Comissão de Carnaval       | [ 7 ]                      |
| 2017                       | Campeã                     | Grupo 1                    | "Ases põe as cartas na mesa"                                                                       | Comissão de Carnaval       | [ 8 ]                      |
| 2018                       | Campeã                     | Grupo 1                    | "Chuva que incendeia nosso pavilhão"                                                               | Comissão de Carnaval       | [ 4 ]                      |
| 2019                       | Campeã                     | Grupo 1                    | Do sopro do criador, a síntese da perfeição do universo! Mulher                                    | Comissão de Carnaval       | [ 6 ]                      |

## Títulos
| Títulos da Ases do Ritmo | Títulos da Ases do Ritmo | Títulos da Ases do Ritmo | Títulos da Ases do Ritmo                                                                   | Títulos da Ases do Ritmo |
| ------------------------ | ------------------------ | ------------------------ | ------------------------------------------------------------------------------------------ | ------------------------ |
| Divisão / Competição     | Divisão / Competição     | Títulos                  | Carnavais                                                                                  | Referência               |
|                          | Grupo 1                  | 15                       | 1977, 1978, 1979, 1980, 1984, 1986, 1987, 1991, 1992, 1994, 1995, 2016, 2017, 2018 e 2019. | [ 6 ]                    |